# Léo Meyer
Léo Meyer (Alsácia, 25 de janeiro de 1997) é um voleibolista indoor francês que atua na posição de levantador. É membro da seleção francesa e defende as cores do time suíço Chênois Genève VB.